# 長山直張
長山 直張（ながやま なおはる、1691年 - 1732年5月24日（享保17年5月1日））は、江戸時代前期から中期にかけての日本の武士、旗本。通称は浅之丞、弥三郎。

## 略歴
元禄4年（1691年）、江戸に生まれる。父は旗本・長山直利、母は永井佐治兵衛の娘。
伯父の長山直仍に実子がいなかったため、同15年（1702年）に養子となる。
宝永2年（1705年）、部屋住のうちに御目見を済ませた。
同年7月12日に養父が病死したため、同年10月14日に跡目を相続したが、実父・直利の嫡子が病死し、家を相続する男子がいなかったので、宝永6年（1709年）3月27日に直利の嫡子となる。正徳4年（1714年）11月29日、直利の跡目相続について阿部豊後守より認められ、小普請組の松前伊豆守組となった。
享保4年（1719年）10月18日、御書院番の板倉下野守組への御番入りを命じられ、同8年1月28日、仙石因幡守組となった。
同17年5月1日（1732年5月24日）病死。享年44。法名は静照院寂応全龍。